# Tepetitla de Lardizábal
Tepetitla de Lardizábal è un comune del Messico, situato nello stato di Tlaxcala.